# Лиходій

Приклад зловісного мультяшного лиходія

Лиходій (англ. villain, також відомий у літературі та кіно як «антагоніст», «поганець», «чорний капелюх») — злий персонаж в історичних оповіданнях або в художній літературі. Зазвичай це погана людина, яка бореться з героєм. Один зі словників визначає лиходія, як «безжально злобну людину, що займається злочинами або присвячена злобі чи злочинам; негідник, або персонаж в грі, романі тощо, який являє собою важливого посередника зла в сюжеті».